# 沐绍勋
沐绍勋（1504年—1536年），字世承，别號篤菴，黔宁王沐英六世孙，祖籍河南定遠（今安徽），明朝军事人物。

## 生平
沐绍勋是沐昆之子，母亲樊氏，广德公主与駙馬都尉樊凯之女。正德十六年（1521年）二月，沐昆死後，沐绍勋嗣黔國公。寻甸土舍安铨叛明，都御史傅习讨伐失败。武定府土司凤朝文也叛明，与安铨连兵攻云南府，明世宗遣尚书伍文定率領大军征伐。伍文定未至，沐绍勋率部先进，告知土司子弟当袭官之人，先給予冠带，說破贼后当向朝廷为他們请官。众土司多奋战，凤朝文、安铨大败。嘉靖七年（1528年），凤朝文渡普渡河逃走，在东川府被追斩。安铨回來寻甸，列数十砦，被官军攻破，在芒部被擒。先后擒獲千余人，俘斩无計。明世宗知道大捷的消息，加沐绍勋太子太傅，益岁禄。當时老挝、木邦、孟养、缅甸、孟密相仇杀，师宗、纳楼、思陀、八寨皆乱，久久不解。沐绍勋派使者遍訪诸蛮，以武定、寻甸事告知，都慑伏其威，愿意歸还侵地，木邦、孟养都贡獻方物谢罪。南中平定。沐绍勋有勇略，用兵常常得胜。嘉靖十五年（1536年）十八月二十四日沐绍勋卒，享年三十三，赠太师，谥敏靖。葬南京鍾山。
元配朱氏，武进伯之女。継配李氏，太师李東陽之姪孫女，无子。妾贺氏生二子：沐朝辅、沐朝弼。